# Marina Stúdneva
Marina Stúdneva (rus: Марина Гурьевна Студнева)  (Pskov, 2 de febrer de 1959) és una ex-remadora russa que va competir sota bandera de la Unió Soviètica durant les dècades de 1970 i 1980.
El 1980 va prendre part en els Jocs Olímpics de Moscou, on guanyà la medalla de bronze en la competició del quatre amb timoner, formant equip amb Nina Txeremíssina, Maria Fadeeva, Svetlana Semenova i Galina Sovetnikova. En el seu palmarès també destaquen tres medalles d'or al Campionat del món de rem.